# بزبید استرالیایی
بزبید استرالیایی (نام علمی: Zyganisus caliginosus) نام یک گونه از تیره شاپرک‌های درودگر است. این گونه در تاسمانی، ویکتوریا، و تیپ ساوت ولز دیده می‌شود. پهنای بال‌های بزبید استرالیایی ۴۸ تا ۶۸ میلی‌متر برای نرها و ۷۳ تا ۸۱ میلی‌متر برای ماده‌ها می‌باشد‌. 